# Хондрит (хвороба)
Хондри́т (лат. chondritis, від грец. χόνδρος — «хрящ») — запалення хряща й охрястя (окреме запалення останнього називається перихондритом). У самому хрящі, в котрому мало судин й нервів, частіше розвивається не запальний, а деструктивний процес (некроз).
Хондрит спостерігають при інфекційних захворюваннях (збудники яких виробляють хондролітичні ферменти), наприклад після тифу, скарлатини, грипу, при пораненнях. Найхарактернішим є ураження ребер (травматичний хондрит): біль, набряк, надалі виникнення нориць (фістул). При хондриті гортані можливі дихальні розлади (набряк голосової щілини). Ураження суглобних хрящів спостерігають при артриті. Лікування хондриту в початковому періоді захворювання консервативне, полягає в застосуванні антибіотиків широкого спектра дії, фізіотерапевтичних процедур (УФ-опромінення, УВЧ); з появою некрозів і нориць — хірургічне.